# جیلوان سانتوس سوزا
جیلوان سانتوس سوزا (به پرتغالی: Gilvan Santos Souza) مهاجم اهل برزیل است که در شهر Mairi و در تاریخ ۲۰ آوریل ۱۹۷۷ به دنیا آمده‌است.
جیلوان سانتوس سوزا در تیم‌های فوتبال Treze سابقهٔ حضور دارد.